# Pollution acido-particulaire
La pollution « acido-particulaire » est un phénomène de pollution atmosphérique dans lequel deux polluants s'associent : le dioxyde de soufre et les particules en suspension (PS, et PM quand on parle de particules micrométriques).
Elle est nommée ainsi, car elle peut conduire à une acidification de l'air par la transformation progressive du SO2 en SO3, puis en acide sulfurique (et aux particules associées).
C'est un type de pollution qui est en diminution dans les pays riches, à la suite de l'adoption de techniques moins polluantes, parfois imposées par les lois et directives, et à la suite de l'utilisation croissante de fioul et de gaz désoufrés. Inversement c'est un type de pollution en forte augmentation dans nombre de pays en développement.

## Origine
Les grandes sources sont toutes liées à la combustion de carburants fossiles plus ou moins riches en soufre. Elles sont :
1. les émissions industrielles (industrie métallurgique, cimenteries, incinération, centrales thermiques fonctionnant ou fioul lourd, gazole ou au charbon) ; des systèmes performants de lavages de fumées existent, encore difficiles à mettre en œuvre pour les très gros émetteurs (métallurgie..)
2. les transports terrestres (motorisation diesel d'automobiles, camions, bus, locomotives diesel, la pollution particulaire et soufrée comptant pour une part importante de la pollution automobile ;
3. les chauffages (domestiques et de collectivités). Ils sont source d'émissions de SO2 et de particules. Quand ces émissions sont associées à de mauvaises conditions de dispersion atmosphérique (brouillard, vent faible, couche d'inversion basse et intense) elles ont des conséquences sanitaires renforcées. L'utilisation de carburants désoufrés allonge la durée de vie du moteur et des pots d'échappement ;
4. les transports maritimes (transport de passagers ; Ferry, paquebots, Marine marchande, marine de guerre et moindrement bateaux de pêche et bateaux de plaisance motorisés ; En raison de l'augmentation du transport maritime et d'un usage de carburants sales (fiouls lourds non désoufrés ou peu désoufrés), proportionnellement, leur part dans le bilan global des émissions a augmenté. 
En 2008, l'OMI a voté une résolution visant à modifier à nouveau[1] la convention internationale de 1973 pour la prévention de la pollution par les navires dite Convention MARPOL, pour y préciser les règles relatives à la prévention de la pollution de l'air par les navires. 
L'OMI a émis durci les valeurs limites pour le soufre à l'intérieur des ZCES (1,00 % du fioul max à partir du 1er juillet 2010 et 0,10 % à compter du 1er janvier 2015)[2], et plus tardivement hors-ZCES (3,50 % à partir du 1er janvier 2012 et, en principe, 0,50 % à compter du 1er janvier 2020). La plupart des États-membres de l'Europe doivent imposer et veiller à ce que soient disponible dans les ports[3] des combustibles contenant moins de 1,00 % à l'intérieur des ZCES depuis mi-2010. La directive 1999/32/CE intègre la révision de la convention MARPOL. L'union européenne doit interdire l'usage de fiouls contenant plus de 3,50 % de soufre (en masse) sauf pour les navires qui mettraient en œuvre des méthodes de réduction d'émissions fonctionnant en système fermé. 
En Europe, en mer Baltique et aux abords du pas de Calais et près des grands ports de la Manche / mer du Nord, ces émissions sont devenues significatives, tant en termes de contribution au dérèglement climatique qu'en tant que source de pollution acido particulaire des littoraux et surtout des zones portuaires et environnantes[4]. L'Union européenne a donc adopté en 2012 une directive[5] de 2012 imposant une réduction importante des émissions de soufre des navires. Cette directive impose aux armateurs et compagnies ainsi qu'aux autorités portuaires de mieux prendre en compte ces problèmes. Début 2013, un séminaire a porté sur la réduction de cette pollution en Manche et mer du Nord[6] a réuni 150 personnes de 8 pays et de régions européennes, avec des représentants de la Commission européenne et du Parlement européen, conclue par la Déclaration de Dunkerque sur les émissions de soufre des navires (qui dresse une liste d'actions à mettre en œuvre par ces parties-prenantes). L'Europe encourage l'installation de moteurs à gaz[7] et chaque État membre peut aussi décider d'être plus exigeant que ce qu'impose la directive[8]. Subsidiairement, ce sont les États-membres qui « prennent toutes les mesures nécessaires pour vérifier par échantillonnage que la teneur en soufre des combustibles utilisés est conforme ». Ils doivent interdire sur leur territoire la vente de tout « diesels marins » contenant plus de 1,50 % (en masse) de soufre et veiller à ce « que la teneur en soufre de tous les combustibles marins vendus sur leur territoire soit indiquée par le fournisseur dans une note de livraison de soutes, accompagnée d'un échantillon scellé signé par le représentant du navire destinataire » et édicter des sanctions « efficaces, proportionnées et dissuasives et elles peuvent comprendre des amendes calculées de manière à, au minimum, priver les responsables des avantages économiques tirés de leur infraction, tout en augmentant progressivement pour les infractions répétées ».

Ils doivent aussi être en mesure de fournir de l'électricité à quai et de récupérer les eaux acides de lavage de fumées des bateaux qui disposent d'un tel dispositif .

## Spécificités, synergies, interactions
On distingue nettement ce type de pollution de la pollution photochimique (ou pollution photo-oxydante) liée aux phénomènes d'ozone parfois observés en été, mais elle interagit avec ces dernières ;
On a récemment montré que la partie « particulaire » de cette pollution contribue à la circulation sur de grandes distances de polluants fins ou gazeux adsorbés sur ces particules (les particules formées dans un nuage de pollution absorbent et/ou adsorbent de manière plus stable et durable d'autres polluants, que ne le font les particules formées ailleurs et ne faisant que traverser la zone d'air polluée).
De plus, l'acidification des milieux renforce le caractère toxique des métaux ainsi transportés, une fois qu'ils ont été rabattus au sol via les pluies acidifiées ; leur mobilité dans l'environnement est accrue, et par suite leur caractère bioassimilable et bioaccumulable. Les méthaniers sont invités à récupérer leur méthane d'évaporation pour l'injecter dans leurs moteurs, ce qui peut significativement réduire leurs émissions de soufre.

## Impact sanitaire
Les polluants agissent en synergie. L'air acide dégrade les muqueuses pulmonaires, et les rend plus fragiles et vulnérables face à des particules, éventuellement allergènes, cancérigènes et mutagènes notamment. Les plantes et probablement les animaux souffrent aussi de ce type de pollution.